# Excelente

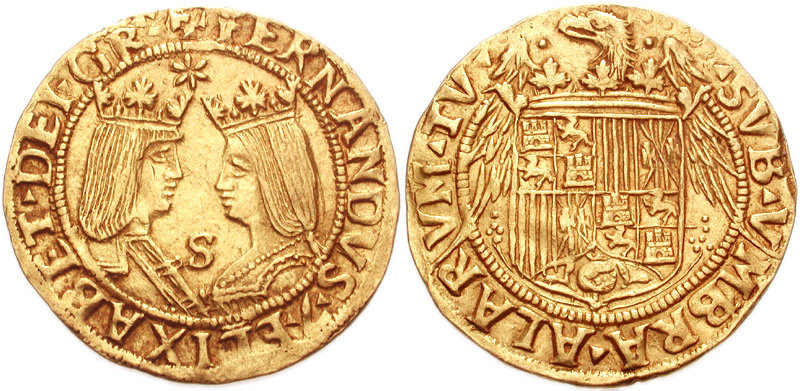
Excelente de oro acuñado en Sevilla entre 1497 y 1504 con los reyes coronados y el escudo de los Reyes Católicos.

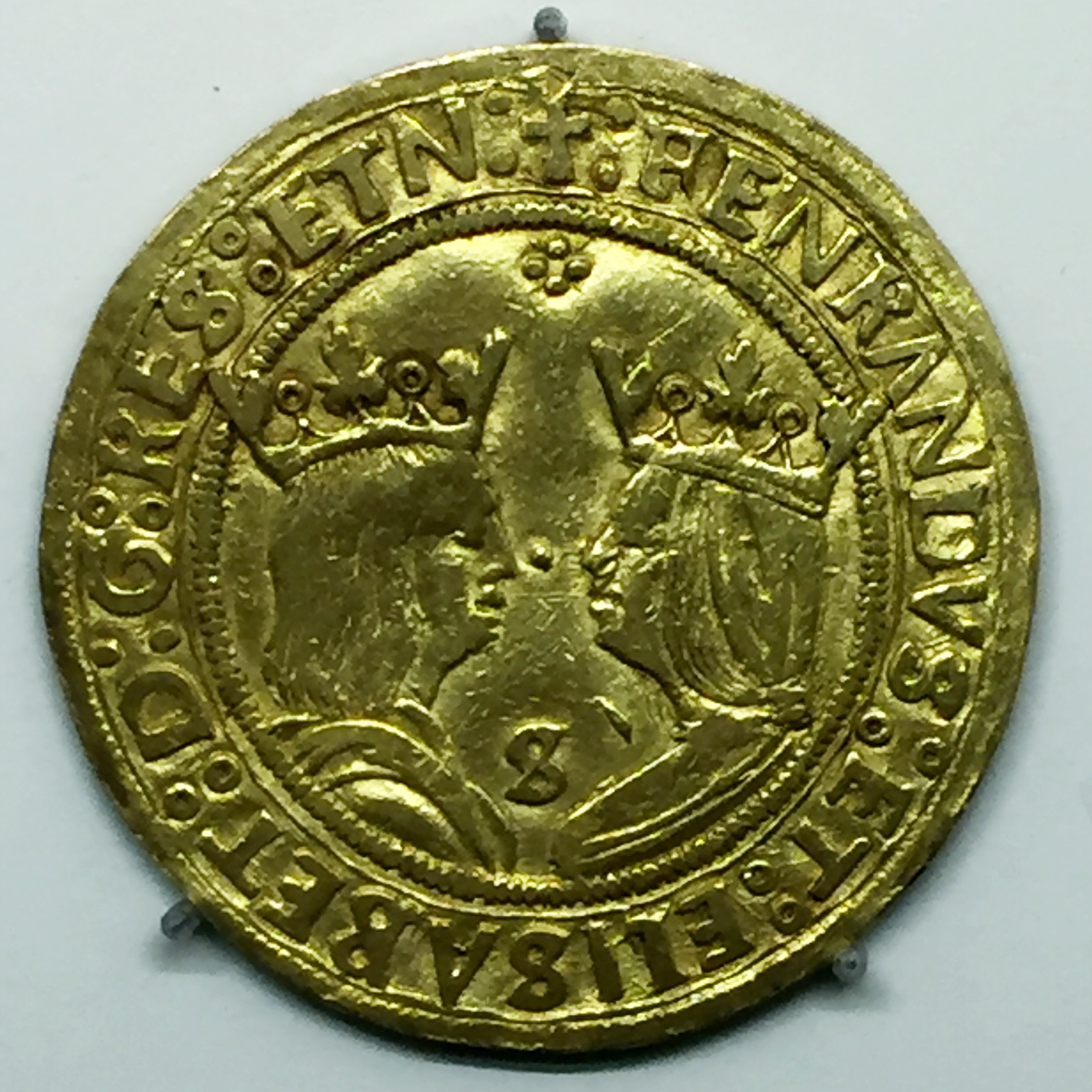
Moneda de cuatro excelentes. Ceca de Sevilla. Entre 1523 y 1543.

El excelente era una moneda de oro española que se acuñó en el siglo XV inicialmente por los Reyes Católicos, equivalente a la dobla. También era conocido como águila o doble castellano). Su nombre deriva del hecho de que tenía una finura muy elevada.

## Valor
Se distinguía en mayor y menor.
- El mayor, que se dividía en medios y en cuartos. Se acuñó en la reforma monetaria de 1475. Pesaba 9,20 g y valía 28 reales y 28 maravedíes de plata.
- El menor, también llamado "excelente de la granada" porque tenía marcada una. Valía 11 reales y un maravedí de plata. Se asimiló al ducado de oro. Se acuñaron monedas de 1/2, 2, 4, 10, 20 y 50 excelentes de la granada.[3]

## Historia
El excelente surgió durante el siglo XV como parte de un programa modernizador llevado a cabo por Isabel I de Castilla y Fernando II de Aragón.
Desde 1497, con la Pragmática de Medina del Campo, el excelente cambió el patrón de la dobla de oro al ducado veneciano (c. 3,50 g) para facilitar el comercio. En general, los excelentes fueron monedas de gran prestigio y fueron usadas especialmente en el comercio a larga distancia. Su uso se extendió hasta varias décadas después del fallecimiento de los Reyes católicos.
Tuvo también un uso propagandístico. En el excelente, los dos reyes salen en pareja como símbolo de concordia entre las coronas de Castilla y Aragón.